# Jan Pahor
Jan Pahor (Capodistria, 10 giugno 1986) è un ex calciatore sloveno, di ruolo difensore.

## Carriera

### Club

#### Koper
Inizia a giocare nella squadra della sua città, il Koper, facendo il suo esordio nel calcio il 13 marzo 2005 nella vittoria per 3-1 sul campo del Mura in campionato. La prima rete in carriera arriva il 23 aprile nel successo esterno per 4-2 contro lo Zagorje in Prva slovenska nogometna liga, nel quale realizza il 3-0. In due stagioni e mezza gioca 49 volte segnando 2 volte.

#### Prestito al Gorica
A gennaio 2007 va in prestito al Gorica, con il quale debutta il 10 marzo nella vittoria casalinga in campionato per 3-2 sull'Interblock, nella quale segna la rete del 2-1. Ottiene un totale di 6 apparizioni e 1 rete.

#### Ritorno al Koper
Ritorna in seguito al Koper e vi resta per una stagione e mezza, in cui gioca 21 partite, di cui una in Coppa UEFA, il 31 luglio 2008, nello 0-0 in Albania contro il Vllaznia, valido per il ritorno del 1º turno di qualificazione.

#### Farul Costanza
A metà stagione 2008-2009 si trasferisce in Romania, al Farul Costanza, esordendo il 28 febbraio 2009 nel 2-0 interno sul Gloria Buzău in campionato. Il 21 marzo segna la prima rete, quella del 2-1 nella sconfitta esterna per 4-2 contro il Vaslui in Liga I. Gioca 11 partite segnando 1 gol, ma non riesce ad evitare la retrocessione in Liga II.

#### Livar e Nea Salamis
A gennaio 2010 ritorna in patria, al Livar, in seconda serie, con cui debutta il 21 marzo nella sconfitta interna per 3-0 contro il Dravinja in campionato. Rimane 6 mesi collezionando 11 presenze. Nella stagione 2010-2011 gioca invece a Cipro, nel Nea Salamis, in seconda serie, chiudendo il campionato secondo e venendo promosso in massima serie.

#### Ankaran Hrvatini, Kras Repen e ritorno all'Ankaran
A luglio 2011 torna di nuovo in Slovenia all'Ankaran Hrvatini, rimanendovi quattro stagioni, le prime due in terza serie, le altre in seconda, dopo aver vinto la Tretja slovenska nogometna liga nella stagione 2012-2013. Nelle due stagioni in Druga slovenska nogometna liga gioca 50 partite e segna 12 gol. Nel 2015 va a giocare in Italia, al Kras Repen, squadra di Monrupino (TS), militante in Eccellenza. A febbraio 2017 ritorna all'Ankaran Hrvatini, in 2.SNL. Fa il suo secondo debutto il 18 marzo 2017 nella sconfitta per 1-0 sul campo del Veržej in campionato, giocando tutti i 90 minuti.

### Nazionale
Nel 2007 ha giocato tre partite con l'Under-21 slovena, di cui due nelle qualificazioni all'Europeo 2009, l'andata a Domžale contro la Lituania il 5 giugno, vinta per 2-1 e il ritorno in Lituania.

## Statistiche

### Presenze nei club
| Stagione                | Squadra                 | Campionato              | Campionato | Campionato | Coppe nazionali | Coppe nazionali | Coppe nazionali | Coppe continentali | Coppe continentali | Coppe continentali | Altre coppe | Altre coppe | Altre coppe | Totale | Totale | Totale |
| Stagione                | Squadra                 | Comp                    | Pres       | Reti       | Comp            | Pres            | Reti            | Comp               | Pres               | Reti               | Comp        | Pres        | Reti        | Pres   | Reti   |        |
| ----------------------- | ----------------------- | ----------------------- | ---------- | ---------- | --------------- | --------------- | --------------- | ------------------ | ------------------ | ------------------ | ----------- | ----------- | ----------- | ------ | ------ | ------ |
| 2004-2005               | Koper                   | PSNL                    | 13         | 2          | PNZS            | 0               | 0               | -                  | -                  | -                  | -           | -           | -           | 13     | 2      |        |
| 2005-2006               | Koper                   | PSNL                    | 28         | 0          | PNZS            | 0               | 0               | -                  | -                  | -                  | -           | -           | -           | 28     | 0      |        |
| 2006-gen. 2007          | Koper                   | PSNL                    | 8          | 0          | PNZS            | 0               | 0               | -                  | -                  | -                  | -           | -           | -           | 8      | 0      |        |
| gen.-giu. 2007          | Gorica                  | PSNL                    | 6          | 1          | PNZS            | 0               | 0               | -                  | -                  | -                  | -           | -           | -           | 6      | 1      |        |
| 2007-2008               | Koper                   | PSNL                    | 6          | 0          | PNZS            | 0               | 0               | -                  | -                  | -                  | -           | -           | -           | 6      | 0      |        |
| 2008-gen. 2009          | Koper                   | PSNL                    | 14         | 0          | PNZS            | 0               | 0               | CU                 | 1                  | 0                  | -           | -           | -           | 15     | 0      |        |
| Totale Koper            | Totale Koper            | Totale Koper            | 69         | 2          | -               | 0               | 0               | -                  | 1                  | 0                  | -           | -           | -           | 70     | 2      |        |
| gen.-giu. 2009          | Farul Costanza          | LI                      | 11         | 1          | -               | -               | -               | -                  | -                  | -                  | -           | -           | -           | 11     | 1      |        |
| 2009-gen. 2010          | Farul Costanza          | LII                     | ?          | ?          | CR              | ?               | ?               | -                  | -                  | -                  | -           | -           | -           | ?      | ?      |        |
| Totale Farul Costanza   | Totale Farul Costanza   | Totale Farul Costanza   | 11         | 1          | -               | ?               | ?               | -                  | -                  | -                  | -           | -           | -           | 11     | 1      |        |
| gen.-giu. 2010          | Livar                   | DSNL                    | 11         | 0          | PNZS            | 0               | 0               | -                  | -                  | -                  | -           | -           | -           | 11     | 0      |        |
| 2010-2011               | Nea Salamis             | BK                      | ?          | ?          | KK              | ?               | ?               | -                  | -                  | -                  | -           | -           | -           | ?      | ?      |        |
| 2011-2012               | Ankaran Hrvatini        | TSNL                    | ?          | ?          | PNZS            | ?               | ?               | -                  | -                  | -                  | -           | -           | -           | ?      | ?      |        |
| 2012-2013               | Ankaran Hrvatini        | TSNL                    | ?          | ?          | PNZS            | 2               | 0               | -                  | -                  | -                  | -           | -           | -           | 2      | 0      |        |
| 2013-2014               | Ankaran Hrvatini        | DSNL                    | 24         | 5          | PNZS            | 2               | 0               | -                  | -                  | -                  | -           | -           | -           | 26     | 5      |        |
| 2014-2015               | Ankaran Hrvatini        | DSNL                    | 24         | 7          | PNZS            | 0               | 0               | -                  | -                  | -                  | -           | -           | -           | 24     | 7      |        |
| 2015-2016               | Kras Repen              | E                       | ?          | ?          | CIDFVG          | ?               | ?               | -                  | -                  | -                  | -           | -           | -           | ?      | ?      |        |
| 2016-feb. 2017          | Kras Repen              | E                       | ?          | ?          | CIDFVG          | ?               | ?               | -                  | -                  | -                  | -           | -           | -           | ?      | ?      |        |
| Totale Kras Repen       | Totale Kras Repen       | Totale Kras Repen       | ?          | ?          | -               | ?               | ?               | -                  | -                  | -                  | -           | -           | -           | ?      | ?      |        |
| feb.-giu. 2017          | Ankaran Hrvatini        | DSNL                    | 2          | 0          | -               | -               | -               | -                  | -                  | -                  | -           | -           | -           | 2      | 0      |        |
| Totale Ankaran Hrvatini | Totale Ankaran Hrvatini | Totale Ankaran Hrvatini | 50         | 12         | -               | 4               | 0               | -                  | -                  | -                  | -           | -           | -           | 54     | 12     |        |
| Totale carriera         | Totale carriera         | Totale carriera         | 144        | 15         | -               | 2               | 0               | -                  | 1                  | 0                  | -           | -           | -           | 147    | 15     |        |

### Cronologia presenze e reti in Nazionale
| Cronologia completa delle presenze e delle reti in nazionale ― Slovenia under 21 | Cronologia completa delle presenze e delle reti in nazionale ― Slovenia under 21 | Cronologia completa delle presenze e delle reti in nazionale ― Slovenia under 21 | Cronologia completa delle presenze e delle reti in nazionale ― Slovenia under 21 | Cronologia completa delle presenze e delle reti in nazionale ― Slovenia under 21 | Cronologia completa delle presenze e delle reti in nazionale ― Slovenia under 21 | Cronologia completa delle presenze e delle reti in nazionale ― Slovenia under 21 | Cronologia completa delle presenze e delle reti in nazionale ― Slovenia under 21 |
| Data                                                                             | Città                                                                            | In casa                                                                          | Risultato                                                                        | Ospiti                                                                           | Competizione                                                                     | Reti                                                                             | Note                                                                             |
| -------------------------------------------------------------------------------- | -------------------------------------------------------------------------------- | -------------------------------------------------------------------------------- | -------------------------------------------------------------------------------- | -------------------------------------------------------------------------------- | -------------------------------------------------------------------------------- | -------------------------------------------------------------------------------- | -------------------------------------------------------------------------------- |
| 8-2-2007                                                                         | Cartaxo                                                                          | Slovenia under 21                                                                | 4 – 1                                                                            | Estonia under 21                                                                 | Amichevole                                                                       | -                                                                                |                                                                                  |
| 5-6-2007                                                                         | Domžale                                                                          | Slovenia under 21                                                                | 2 – 1                                                                            | Lituania under 21                                                                | Qual. Europeo Under-21 2009                                                      | -                                                                                | Cap.                                                                             |
| 11-9-2007                                                                        | Marijampolė                                                                      | Lituania under 21                                                                | 0 – 0                                                                            | Slovenia under 21                                                                | Qual. Europeo Under-21 2009                                                      | -                                                                                |                                                                                  |
| Totale                                                                           |                                                                                  | Presenze                                                                         | 3                                                                                |                                                                                  | Reti                                                                             | 0                                                                                |                                                                                  |

## Palmarès

### Club
- Tretja slovenska nogometna liga: 1

Ankaran Hrvatini: 2012-2013 (Girone Est)